# Cerrophidion petlalcalensis
Cerrophidion petlalcalensis är en ormart som beskrevs av López-Luna, Vogt och Torre-Loranca 1999. Cerrophidion petlalcalensis ingår i släktet Cerrophidion och familjen huggormar. IUCN kategoriserar arten globalt som otillräckligt studerad. Inga underarter finns listade i Catalogue of Life.
Arten är bara känd från området kring staden San Andrés Tenejapan i västra delen av delstaten Veracruz i Mexiko. Exemplar hittades i bergstrakter mellan 2100 och 2300 meter över havet. Cerrophidion petlalcalensis lever i blandskogar som domineras av arter från tallsläktet och eksläktet. Den besöker även angränsande landskap. Honor lägger inga ägg utan föder levande ungar.